# En pojke i livets strid
En pojke i livets strid är en svensk film från 1913 i regi av Mauritz Stiller. 
Filmen är inte distribuerad ut till biograferna. Filmen spelades in vid Svenska Biografteaterns ateljé på Lidingö med exteriörer från omgivningarna runt ateljén av Julius Jaenzon.  

## Roller i urval
- Paul Seelig -  13-årig pojke
- Anna Norrie -  Hans moder
- William Larsson -  Polisdomare